# Re-conte
Quella di re-conte (in tedesco Grafenkönige) è una definizione utilizzata dallo storico tedesco Bernd Schneidmüller in riferimento ai sovrani del Sacro Romano Impero tra la fine del Grande Interregno (1273) e l'acquisizione definitiva della corona imperiale da parte della casa d'Asburgo (1438).

## Elenco
| Nome (nascita-morte)                  | Ritratto | Dinastia    | Regno             | Regno                   | Regno            | Titoli |
| Nome (nascita-morte)                  | Ritratto | Dinastia    | Inizio            | Incoronazione imperiale | Fine             | Titoli |
| ------------------------------------- | -------- | ----------- | ----------------- | ----------------------- | ---------------- | --- |
| Rodolfo I d'Asburgo (1218-1291)       |          | Asburgo     | 1º ottobre 1273   | —                       | 15 luglio 1291   | Conte d'Asburgo (1240-morte); duca di Carinzia, margravio di Carniola (1276-1286); duca d'Austria e di Stiria (1278-1282) |
| Adolfo di Nassau (ca. 1250 - 1298)    |          | Nassau      | 5 maggio 1292     | —                       | 23 giugno 1298   | Conte di Nassau (1276-morte)                                                                                              |
| Alberto I d'Asburgo (1255-1308)       |          | Asburgo     | 27 luglio 1298    | —                       | 1º maggio 1308   | Duca d'Austria e di Stiria (1282-morte)                                                                                   |
| Enrico VII di Lussemburgo (1275-1313) |          | Lussemburgo | 27 novembre 1308  | 29 giugno 1312          | 24 agosto 1313   | Conte di Lussemburgo (1288-morte)                                                                                         |
| Ludovico il Bavaro (1282-1347)        |          | Wittelsbach | 20 ottobre 1314   | 17 gennaio 1328         | 11 ottobre 1347  | Duca di Baviera (1301-morte); conte palatino del Reno (1317-1329)                                                         |
| Carlo IV di Lussemburgo (1316-1378)   |          | Lussemburgo | 11 ottobre 1347   | 5 aprile 1355           | 29 novembre 1378 | Conte di Lussemburgo (1346-1353); re di Boemia (1346-morte)                                                               |
| Venceslao di Lussemburgo (1361-1419)  |          | Lussemburgo | 29 novembre 1378  | —                       | 20 agosto 1400   | Duca di Lussemburgo (1383-1388); re di Boemia (1378-morte)                                                                |
| Roberto del Palatinato (1352-1410)    |          | Wittelsbach | 21 agosto 1400    | —                       | 18 maggio 1410   | Conte palatino del Reno (1398-morte)                                                                                      |
| Sigismondo di Lussemburgo (1368-1437) |          | Lussemburgo | 20 settembre 1410 | 3 maggio 1433           | 9 dicembre 1437  | Margravio di Brandeburgo (1378-1388, 1411-1415)                                                                           |

A questi si aggiunge Jobst di Moravia, anch'egli eletto il 1º ottobre 1410 solo da alcuni dei principi elettori in opposizione a suo cugino Sigismondo di Lussemburgo. Questi poté regnare incontrastato solo dopo la morte di Jobst (18 gennaio 1411) ed essere stato finalmente eletto dal collegio elettorale al completo (21 luglio 1411).

## Critiche
La categorizzazione di Schneidmüller non è universalmente accettata dagli storici. In effetti solo quattro (Rodolfo I, conte d'Asburgo; Adolfo, conte di Nassau; Enrico VII e suo nipote Carlo IV, conti di Lussemburgo) di essi furono eletti "re dei romani" mentre ricoprivano il titolo di conte imperiale, mentre gli altri furono semmai duchi (Alberto I, duca d'Austria e di Stiria; Ludovico, duca di Baviera) oppure principi elettori (Roberto, conte palatino del Reno; Sigismondo, margravio di Brandeburgo).